# ハンブルク・ヨーロピアンオープン
ハンブルク・ヨーロピアンオープン（英: Hamburg European Open）は、毎年7月下旬にドイツ・ハンブルクで行われる男子プロテニスのトーナメントである。大会規格はATPツアー500。

## 歴史
1892年から開催されており、世界のテニス・トーナメントでも長い伝統を持つ大会の一つに数えられる。2008年までは全仏オープン直前時期の5月中旬に行われ、大会規格はATPマスターズ・シリーズに指定されていた事から、開催地に因むハンブルク・マスターズという名称で知られていた。
2009年のATPワールドツアー改編に伴い、開催時期が7月下旬に移動され、大会規格がATPワールドツアー500に降格となった。現在もサーフェスはクレーであり、使われる赤土の種類も全仏オープンと同じアンツーカーを採用している。
2020年は新型コロナウイルス感染症の影響によって9月下旬に開催された。

## 大会歴代優勝者

### シングルス
| 年                            | 優勝者                         | 準優勝者                       | 決勝結果                 |
| ----------------------------- | ------------------------------ | ------------------------------ | ------------------------ |
| 1892年                        | ワルター・ボン                 | R・A・リアーズ                 | 7-5, 6-3                 |
| 1893年                        | クリスティアン・ヴィンツァー   | ワルター・ボン                 | 6-4, 6-0, 3-6, 6-3       |
| 1894年                        | ビクトル・ヴォス               | クリスティアン・ヴィンツァー   | 6-1, 6-4, 11-9           |
| 1895年                        | ビクトル・ヴォス               | クリスティアン・ヴィンツァー   | 6-2, 6-1, 6-2            |
| 1896年                        | ビクトル・ヴォス               | G・ヴァンツェリウス            | 6-1, 6-0, 6-1            |
| 1897年                        | ジョージ・ヒルヤード           | B・グリーン                    | 6-1, 6-2, 6-3            |
| 1898年                        | ハロルド・マホニー             | ジョシュア・ピム               | 6-4, 6-3, 6-4            |
| 1899年                        | クラレンス・ホバート           | ハロルド・マホニー             | 8-6, 8-10, 6-0, 6-8, 8-6 |
| 1900年                        | ジョージ・ヒルヤード           | ローレンス・ドハティー         | 決勝戦実施なし           |
| 1901年                        | マックス・デキュジス           | フレッド・ペイン               | 6-4, 6-4, 4-6, 6-2       |
| 1902年                        | マックス・デキュジス           | J・フラベル                    | 4-6, 2-6, 7-5, 7-5, 6-0  |
| 1903年                        | ジョシア・リッチー             | マックス・デキュジス           | 決勝戦実施なし           |
| 1904年                        | ジョシア・リッチー             | C・V・ウェセリー               | 6-4, 6-0, 10-8           |
| 1905年                        | ジョシア・リッチー             | アンソニー・ワイルディング     | 8-6, 7-5, 8-6            |
| 1906年                        | ジョシア・リッチー             | フリードリヒ・ラーヘ           | 6-2, 6-2, 6-0            |
| 1907年                        | オットー・フロイツハイム       | ジョシア・リッチー             | 7-5, 6-3, 6-4            |
| 1908年                        | ジョシア・リッチー             | G・K・ロジー                   | 6-1, 6-1, 6-3            |
| 1909年                        | オットー・フロイツハイム       | フリードリヒ・ラーヘ           | 6-0, 6-2, 6-3            |
| 1910年                        | オットー・フロイツハイム       | クルト・バーグマン             | 決勝戦実施なし           |
| 1911年                        | オットー・フロイツハイム       | フェリックス・パイプス         | 6-3, 6-2, 6-1            |
| 1912年                        | オットー・フォン・ミュラー     | ハインリヒ・ションブルク       | 2-6, 6-1, 6-4, 6-2       |
| 1913年                        | ハインリヒ・ションブルク       | オットー・フォン・ミュラー     | 6-2, 6-4, 7-5            |
| 1914年-1919年                 | 大会開催なし                   | 大会開催なし                   | 大会開催なし             |
| 1920年                        | オスカー・クロイツァー         | I・M・ハイデン                 | 6-0, 6-0, 6-2            |
| 1921年                        | オットー・フロイツハイム       | ハインリヒ・クラインシュロート | 6-4, 8-6, 途中棄権       |
| 1922年                        | オットー・フロイツハイム       | フリードリヒ・ラーヘ           | 2-6, 6-0, 8-6, 6-1       |
| 1923年                        | ハインツ・ランドマン           | I・M・ハイデン                 | 6-2, 6-3, 7-5            |
| 1924年                        | ベラ・フォン・ケーリング       | I・M・ハイデン                 | 8-6, 6-1, 9-7            |
| 1925年                        | オットー・フロイツハイム       | ベラ・フォン・ケーリング       | 6-4, 6-1, 4-6, 6-1       |
| 1926年                        | ハンス・モルデンハウアー       | ワルター・デサート             | 6-2, 6-2, 6-1            |
| 1927年                        | ハンス・モルデンハウアー       | W・ハンネマン                  | 6-2, 4-6, 6-4, 6-4       |
| 1928年                        | ダニエル・プレン               | ハンス・モルデンハウアー       | 6-1, 6-4, 6-3            |
| 1929年                        | クリスチャン・ボッサス         | オットー・フロイツハイム       | 6-1, 4-6, 6-1, 6-8, 6-1  |
| 1930年                        | クリスチャン・ボッサス         | 太田芳郎                       | 1-6, 8-6, 2-6, 6-4, 6-4  |
| 1931年                        | ロデリク・メンツェル           | グスタフ・ヤエネッケ           | 6-2, 6-2, 6-1            |
| 1932年                        | ゴットフリート・フォン・クラム | ロデリク・メンツェル           | 3-6, 6-2, 6-2, 6-3       |
| 1933年                        | ゴットフリート・フォン・クラム | ロデリク・メンツェル           | 7-5, 2-6, 4-6, 6-3, 6-4  |
| 1934年                        | ゴットフリート・フォン・クラム | バーウェル                     | 6-2, 6-1, 6-4            |
| 1935年                        | ゴットフリート・フォン・クラム | オットー・シゲティ             | 6-3, 6-3, 6-3            |
| 1936年                        | 大会開催なし                   | 大会開催なし                   | 大会開催なし             |
| 1937年                        | ヘンナー・ヘンケル             | ビビアン・マグラス             | 1-6, 6-3, 8-6, 3-6, 6-1  |
| 1938年                        | オットー・シゲティ             | ベルナール・デストレモー       | 8-6, 6-8, 6-3, 6-3       |
| 1939年                        | ヘンナー・ヘンケル             | ロデリク・メンツェル           | 4-6, 6-4, 6-0, 6-1       |
| 1940年-1947年                 | 大会開催なし                   | 大会開催なし                   | 大会開催なし             |
| 1948年                        | ゴットフリート・フォン・クラム | ヘルムート・グルツ             | 6-4, 6-1, 4-6, 6-3       |
| 1949年                        | ゴットフリート・フォン・クラム | エルンスト・ブックホルツ       | 7-5, 6-1, 6-0            |
| 1950年                        | ヤロスラフ・ドロブニー         | ゴットフリート・フォン・クラム | 6-3, 6-4, 6-4            |
| 1951年                        | レナート・ベルゲリン           | スベン・デビッドソン           | 4-6, 6-3, 4-6, 6-4, 7-5  |
| 1952年                        | エリック・スタージェス         | ヤロスラフ・ドロブニー         | 6-3, 6-2, 6-3            |
| 1953年                        | バッジ・パティー               | ファウスト・ガルディーニ       | 6-3, 6-2, 6-3            |
| 1954年                        | バッジ・パティー               | スベン・デビッドソン           | 6-1, 6-1, 7-5            |
| 1955年                        | アーサー・ラーセン             | ヴワディスワフ・スコネツキ     | 3-6, 6-3, 7-5, 6-8, 6-3  |
| 1956年                        | ルー・ホード                   | オーランド・シロラ             | 6-2, 5-7, 6-4, 8-6       |
| 1957年                        | メルビン・ローズ               | ピエール・ダーモン             | 6-3, 6-0, 6-1            |
| 1958年                        | スベン・デビッドソン           | ジャック・ブリシャン           | 5-7, 6-4, 0-6, 9-7, 6-3  |
| 1959年                        | ウィリアム・ナイト             | イアン・フェルマーク           | 4-6, 6-4, 4-6, 6-3, 8-6  |
| 1960年                        | ニコラ・ピエトランジェリ       | ヤン＝エリック・ルンドクイスト | 6-3, 2-6, 6-4, 6-2       |
| 1961年                        | ロッド・レーバー               | ルイス・アヤラ                 | 6-2, 6-8, 5-7, 6-1, 6-2  |
| 1962年                        | ロッド・レーバー               | マニュエル・サンタナ           | 8-6, 7-5, 6-4            |
| 1963年                        | マーティン・マリガン           | ボブ・ヒューイット             | 6-0, 0-6, 8-6, 6-2       |
| 1964年                        | ウィルヘルム・ブンゲルト       | クリスティアン・クーンケ       | 0-6, 6-4, 7-5, 6-2       |
| 1965年                        | クリフ・ドリスデール           | ボロ・ヨワノビッチ             | 6-2, 6-4, 3-6, 6-3       |
| 1966年                        | フレッド・ストール             | イシュトヴァン・グヤーシュ     | 2-6, 7-5, 6-1, 6-2       |
| 1967年                        | ロイ・エマーソン               | マニュエル・サンタナ           | 6-3, 6-3, 6-1            |
| 1968年                        | ジョン・ニューカム             | クリフ・ドリスデール           | 6-3, 6-2, 6-4            |
| 1969年                        | トニー・ローチ                 | トム・オッカー                 | 6-1, 5-7, 7-5, 8-6       |
| 1970年                        | トム・オッカー                 | イリ・ナスターゼ               | 4-6, 6-3, 6-3, 6-4       |
| 1971年                        | アンドレス・ヒメノ             | ペーター・シェーケ             | 6-3, 6-2, 6-2            |
| 1972年                        | マニュエル・オランテス         | アドリアーノ・パナッタ         | 6-2, 9-7, 6-0            |
| 1973年                        | エディ・ディッブス             | カール・マイラー               | 6-1, 3-6, 7-6, 6-3       |
| 1974年                        | エディ・ディッブス             | ハンス＝ヨアヒム・プレッツ     | 6-2, 6-2, 6-3            |
| 1975年                        | マニュエル・オランテス         | ヤン・コデシュ                 | 3-6, 6-2, 6-2, 4-6, 6-1  |
| 1976年                        | エディ・ディッブス             | マニュエル・オランテス         | 6-1, 4-6, 6-1, 2-6, 6-1  |
| 1977年                        | パオロ・ベルトルッチ           | マニュエル・オランテス         | 6-3, 4-6, 6-2, 6-3       |
| 1978年                        | ギリェルモ・ビラス             | ヴォイチェフ・フィバク         | 6-2, 6-4, 6-2            |
| 1979年                        | ホセ・ヒゲラス                 | ハロルド・ソロモン             | 3-6, 6-1, 6-4, 6-1       |
| 1980年                        | ハロルド・ソロモン             | ギリェルモ・ビラス             | 6-7, 6-2, 6-4, 2-6, 6-3  |
| 1981年                        | ピーター・マクナマラ           | ジミー・コナーズ               | 7-5, 6-1, 4-6, 6-4       |
| 1982年                        | ホセ・ヒゲラス                 | ピーター・マクナマラ           | 6-4, 7-6, 6-7, 3-6, 7-6  |
| 1983年                        | ヤニック・ノア                 | ホセ・ヒゲラス                 | 3-6, 7-5, 6-2, 6-0       |
| 1984年                        | フアン・アギレラ               | ヘンリク・スンドストローム     | 6-4, 2-6, 2-6, 6-4, 6-4  |
| 1985年                        | ミロスラフ・メチージュ         | ヘンリク・スンドストローム     | 6-4, 6-1, 6-4            |
| 1986年                        | アンリ・ルコント               | ミロスラフ・メチージュ         | 6-2, 5-7, 6-4, 6-2       |
| 1987年                        | イワン・レンドル               | ミロスラフ・メチージュ         | 6-1, 6-3, 6-3            |
| 1988年                        | ケント・カールソン             | アンリ・ルコント               | 6-2, 6-1, 6-4            |
| 1989年                        | イワン・レンドル               | ホルスト・スコッフ             | 6-4, 6-1, 6-3            |
| ↓ ATPツアー・マスターズ1000 ↓ |                                |                                |                          |
| 1990年                        | フアン・アギレラ               | ボリス・ベッカー               | 6-1, 6-0, 7-6            |
| 1991年                        | カレル・ノバチェク             | マグナス・グスタフソン         | 6-3, 6-3, 5-7, 0-6, 6-1  |
| 1992年                        | ステファン・エドベリ           | ミヒャエル・シュティヒ         | 5-7, 6-4, 6-1            |
| 1993年                        | ミヒャエル・シュティヒ         | アンドレイ・チェスノコフ       | 6-3, 6-7, 7-6, 6-4       |
| 1994年                        | アンドレイ・メドベデフ         | エフゲニー・カフェルニコフ     | 6-4, 6-4, 3-6, 6-3       |
| 1995年                        | アンドレイ・メドベデフ         | ゴラン・イワニセビッチ         | 6-3, 6-2, 6-1            |
| 1996年                        | ロベルト・カレッツェロ         | アレックス・コレチャ           | 2-6, 6-4, 6-4, 6-4       |
| 1997年                        | アンドレイ・メドベデフ         | フェリックス・マンティーリャ   | 6-0, 6-4, 6-2            |
| 1998年                        | アルベルト・コスタ             | アレックス・コレチャ           | 6-2, 6-0, 1-0 途中棄権   |
| 1999年                        | マルセロ・リオス               | マリアノ・サバレタ             | 6-7, 7-5, 5-7, 7-6, 6-2  |
| 2000年                        | グスタボ・クエルテン           | マラト・サフィン               | 6-4, 5-7, 6-4, 5-7, 7-6  |
| 2001年                        | アルベルト・ポルタス           | フアン・カルロス・フェレーロ   | 4-6, 6-2, 0-6, 7-6, 7-5  |
| 2002年                        | ロジャー・フェデラー           | マラト・サフィン               | 6-1, 6-3, 6-4            |
| 2003年                        | ギリェルモ・コリア             | アグスティン・カレリ           | 6-3, 6-4, 6-4            |
| 2004年                        | ロジャー・フェデラー           | ギリェルモ・コリア             | 4-6, 6-4, 6-2, 6-3       |
| 2005年                        | ロジャー・フェデラー           | リシャール・ガスケ             | 6-3, 7-5, 7-6            |
| 2006年                        | トミー・ロブレド               | ラデク・ステパネク             | 6-1, 6-3, 6-3            |
| 2007年                        | ロジャー・フェデラー           | ラファエル・ナダル             | 2-6, 6-2, 6-0            |
| 2008年                        | ラファエル・ナダル             | ロジャー・フェデラー           | 7-5, 6-7, 6-3            |
| ↓ ATPツアー500 ↓              |                                |                                |                          |
| 2009年                        | ニコライ・ダビデンコ           | ポール＝アンリ・マチュー       | 6-4, 6-2                 |
| 2010年                        | アンドレイ・ゴルベフ           | ユルゲン・メルツァー           | 6-3, 7-5                 |
| 2011年                        | ジル・シモン                   | ニコラス・アルマグロ           | 6-4, 4-6, 6-4            |
| 2012年                        | フアン・モナコ                 | トミー・ハース                 | 7-5, 4-6                 |
| 2013年                        | ファビオ・フォニーニ           | フェデリコ・デルボニス         | 4-6, 7-6(10-8), 6-2      |
| 2014年                        | レオナルド・マイエル           | ダビド・フェレール             | 6-7(3-7), 6-1, 7-6(7-4)  |
| 2015年                        | ラファエル・ナダル             | ファビオ・フォニーニ           | 7-5, 7-5                 |
| 2016年                        | マルティン・クリジャン         | パブロ・クエバス               | 6-1, 6-4                 |
| 2017年                        | レオナルド・マイエル           | フロリアン・マイヤー           | 6-4, 4-6, 6-3            |
| 2018年                        | ニコロズ・バシラシビリ         | レオナルド・マイエル           | 6-4, 0-6, 7-5            |
| 2019年                        | ニコロズ・バシラシビリ         | アンドレイ・ルブレフ           | 7-5, 4-6, 6-3            |
| 2020年                        | アンドレイ・ルブレフ           | ステファノス・チチパス         | 6-4, 3-6, 7-5            |
| 2021年                        | パブロ・カレーニョ・ブスタ     | フィリップ・クライノビッチ     | 6-2, 6-4                 |
| 2022年                        | ロレンツォ・ムゼッティ         | カルロス・アルカラス           | 6-4, 6-7(6-8), 6-4       |
| 2023年                        | アレクサンダー・ズベレフ       | ラスロ・ジェレ                 | 7-5, 6-3                 |
| 2024年                        | アルトゥール・フィス           | アレクサンダー・ズベレフ       | 6-3, 3-6, 7-6(7-1)       |
| 2025年                        | フラビオ・コボッリ             | アンドレイ・ルブレフ           | 6-2, 6-4                 |

### ダブルス
1969年以後
| 年                            | 優勝者                                                | 準優勝者                                                          | 決勝結果           |
| ----------------------------- | ----------------------------------------------------- | ----------------------------------------------------------------- | ------------------ |
| 1969年                        | トム・オッカー マーティー・リーセン                   | ユルゲン・ファスベンダー ジャン・クロード・バークレー             | 6-3, 6-2           |
| 1970年                        | ボブ・ヒューイット フルー・マクミラン                 | トム・オッカー ニコラ・ピリッチ                                   | 6-3, 7-5, 6-2      |
| 1971年                        | ジョン・アレクサンダー アンドレス・ヒメノ             | ディック・クリーリー アラン・ストーン                             | 不戦勝             |
| 1972年                        | ヤン・コデシュ イリ・ナスターゼ                       | ボブ・ヒューイット イオン・ティリアック                           | 不戦勝             |
| 1973年                        | ユルゲン・ファスベンダー ハンス・ユルゲン・ポーマン   | マニュエル・オランテス イオン・ティリアック                       | 6-1, 6-3           |
| 1974年                        | ユルゲン・ファスベンダー ハンス・ユルゲン・ポーマン   | ブライアン・ゴットフリート ラウル・ラミレス                       | 6-3, 6-4, 6-4      |
| 1975年                        | マニュエル・オランテス フアン・ヒスベルト             | ヤン・コデシュ ヴォイチェフ・フィバク                             | 6-3, 7-6           |
| 1976年                        | フレッド・マクネアー シャーウッド・スチュワート       | ディック・クリーリー キム・ウォーウィック                         | 7-6, 7-6, 7-6      |
| 1977年                        | ボブ・ヒューイット カール・マイラー                   | フィル・デント キム・ウォーウィック                               | 3-6, 6-3, 6-4, 6-4 |
| 1978年                        | トム・オッカー ヴォイチェフ・フィバク                 | ビクトル・ペッチ アントニオ・ムノツ                               | 6-2, 6-4           |
| 1979年                        | ヤン・コデシュ トマシュ・スミッド                     | マーク・エドモンドソン ジョン・マークス                           | 6-3, 6-1, 7-6      |
| 1980年                        | アンドレス・ゴメス ハンス・ギルデマイスター           | ラインハルト・プローブスト マックス・ヴンシヒ                     | 6-3, 6-4           |
| 1981年                        | アンドレス・ゴメス ハンス・ギルデマイスター           | ピーター・マクナマラ ポール・マクナミー                           | 6-4, 3-6, 6-4      |
| 1982年                        | パベル・スロジル トマシュ・スミッド                   | アンダース・ヤリード ハンス・シモンソン                           | 6-4, 6-3           |
| 1983年                        | ハインツ・ギュンタード バラージュ・タロツィ           | マーク・エドモンドソン ブライアン・ゴットフリート                 | 7-6, 4-6, 6-4      |
| 1984年                        | アンダース・ヤリード ステファン・エドベリ             | ハインツ・ギュンタード バラージュ・タロツィ                       | 6-3, 6-1           |
| 1985年                        | アンドレス・ゴメス ハンス・ギルデマイスター           | ハインツ・ギュンタード バラージュ・タロツィ                       | 1-6, 7-6, 6-4      |
| 1986年                        | エミリオ・サンチェス セルヒオ・カサル                 | ボリス・ベッカー エリック・イエレン                               | 6-4, 6-1           |
| 1987年                        | ミロスラフ・メチージュ トマシュ・スミッド             | クラウディオ・メザドリ ジム・ピュー                               | 4-6, 7-6, 6-2      |
| 1988年                        | ダレン・カーヒル ローリー・ウォーダー                 | リック・リーチ ジム・ピュー                                       | 6-4, 6-4           |
| 1989年                        | エミリオ・サンチェス ハビエル・サンチェス             | ボリス・ベッカー エリック・イエレン                               | 6-4, 6-1           |
| ↓ ATPツアー・マスターズ1000 ↓ |                                                       |                                                                   |                    |
| 1990年                        | ジム・クーリエ セルジ・ブルゲラ                       | ミヒャエル・シュティヒ ウド・リジェフスキ                         | 7-6, 6-2           |
| 1991年                        | エミリオ・サンチェス セルヒオ・カサル                 | カシオ・モッタ ダニー・ヴィッサー                                 | 4-6, 6-3, 6-2      |
| 1992年                        | エミリオ・サンチェス セルヒオ・カサル                 | ミヒャエル・シュティヒ カール＝ウーベ・シュテープ                 | 5-7, 6-4, 6-3      |
| 1993年                        | マルク・クーフェルマンス ポール・ハーフース           | パトリック・ガルブレイス グラント・コネル                         | 6-4, 6-7, 7-6      |
| 1994年                        | スコット・メルビル ピート・ノーバル                   | アンダース・ヤリード ヘンリク・ホルム                             | 6-3, 6-4           |
| 1995年                        | ウェイン・フェレイラ エフゲニー・カフェルニコフ       | バイロン・ブラック アンドレイ・オルホフスキー                     | 6-1, 7-6           |
| 1996年                        | ダニエル・ネスター マーク・ノールズ                   | ギー・フォルジェ ヤコブ・ラセク                                   | 6-2, 6-4           |
| 1997年                        | ルイス・ロボ ハビエル・サンチェス                     | ニール・ブロード ピート・ノーバル                                 | 6-3, 7-6           |
| 1998年                        | ドナルド・ジョンソン フランシスコ・モンタナ           | デビッド・アダムズ ブレット・スティーブン                         | 6-2, 7-5           |
| 1999年                        | ウェイン・アーサーズ アンドリュー・クラッツマン       | ジャレッド・パーマー ポール・ハーフース                           | 2-6, 7-6, 6-2      |
| 2000年                        | マーク・ウッドフォード トッド・ウッドブリッジ         | ウェイン・アーサーズ サンドン・ストール                           | 6-7, 6-4, 6-3      |
| 2001年                        | ヨナス・ビョルクマン トッド・ウッドブリッジ           | ダニエル・ネスター サンドン・ストール                             | 7-6, 3-6, 6-3      |
| 2002年                        | マヘシュ・ブパシ ジャン＝マイケル・ギャンビル         | ヨナス・ビョルクマン トッド・ウッドブリッジ                       | 6-2, 6-4           |
| 2003年                        | ダニエル・ネスター マーク・ノールズ                   | マヘシュ・ブパシ マックス・ミルヌイ                               | 6-4, 7-6           |
| 2004年                        | ケビン・ウリエット ウェイン・ブラック                 | ボブ・ブライアン マイク・ブライアン                               | 6-4, 6-2           |
| 2005年                        | ヨナス・ビョルクマン マックス・ミルヌイ               | ファブリス・サントロ ミカエル・ロドラ                             | 4-6, 7-6, 7-6      |
| 2006年                        | ケビン・ウリエット ポール・ハンリー                   | ダニエル・ネスター マーク・ノールズ                               | 6-2, 7-6           |
| 2007年                        | ボブ・ブライアン マイク・ブライアン                   | ケビン・ウリエット ポール・ハンリー                               | 6-3, 6-4           |
| 2008年                        | ダニエル・ネスター ネナド・ジモニッチ                 | ボブ・ブライアン マイク・ブライアン                               | 6-4, 5-7, [10-8]   |
| ↓ ATPツアー500 ↓              |                                                       |                                                                   |                    |
| 2009年                        | シーモン・アスペリン ポール・ハンリー                 | マルセロ・メロ フィリップ・ポラセク                               | 6-3, 6-3           |
| 2010年                        | マルク・ロペス ダビド・マレーロ                       | ジェレミー・シャルディー ポール＝アンリ・マチュー                 | 6-3, 2-6, [10-8]   |
| 2011年                        | オリバー・マラチ アレクサンダー・ペヤ                 | フランティシェク・チェルマク フィリップ・ポラセク                 | 6-4, 6-1           |
| 2012年                        | ダビド・マレーロ フェルナンド・ベルダスコ             | ロジェリオ・ドゥトラ・ダ・シウバ ダニエル・ムニョス・デ・ラ・ナバ | 6-4, 6-3           |
| 2013年                        | マリウシュ・フィルステンベルク マルチン・マトコフスキ | アレクサンダー・ペヤ ブルーノ・ソアレス                           | 3-6, 6-1, [10-8]   |
| 2014年                        | マリン・ドラガニャ フロリン・メルジャ                 | アレクサンダー・ペヤ ブルーノ・ソアレス                           | 6-4, 7-5           |
| 2015年                        | ジェイミー・マリー ジョン・ピアーズ                   | フアン・セバスチャン・カバル ロベルト・ファラ                     | 2-6, 6-3, [10-8]   |
| 2016年                        | ヘンリ・コンティネン ジョン・ピアーズ                 | ダニエル・ネスター アイサム＝ウル＝ハク＝クレシ                   | 7-5, 6-3           |
| 2017年                        | マテ・パビッチ イワン・ドディグ                       | パブロ・クエバス マルク・ロペス                                   | 7-5, 6-3           |
| 2018年                        | フリオ・ペラルタ オラシオ・セバジョス                 | オリバー・マラチ マテ・パビッチ                                   | 6-1, 4-6, [10-6]   |
| 2019年                        | オリバー・マラチ ユルゲン・メルツァー                 | ロビン・ハーセ ウェスリー・クールホフ                             | 6-2, 7-6(7-3)      |
| 2020年                        | ジョン・ピアーズ マイケル・ヴィーナス                 | イワン・ドディグ マテ・パビッチ                                   | 6-3, 6-4           |